# Ола, Сис Рам
Сис Рам Ола (хинди शीशराम ओला; 30 июля 1927, Джхунджхуну — 15 декабря 2013, Нью-Дели) — индийский политик, министр труда и занятости (2004, 2013), министр горнодобывающей промышленности Индии (2004—2009).

## Карьера
- 1957—1990 — работал в законодательной ассамблее штата Раджастхан
- 1980—1990 — в правительстве того же штата
- 1996—1997 — министр химической промышленности штата Раджастхан
- 1997—1998 — министр водных ресурсов штата Раджастхан
- 2004 — с мая по ноябрь был министром труда и занятости
- 2004—2009 — министр горнодобывающей промышленности
- с июня 2013 года до момента смерти — министр труда и занятости
- В 1968 году социальная работа политика была отмечена наградой Падма Шри.

Сис Рам Ола скончался в госпитале от проблем с сердцем после продолжительной болезни. Ему было 86 лет.

## Семья
Его пережили жена, двое сыновей и дочь. Сын Бежендер Ола некоторое время проработал министром в Раджастхане, где начинал карьеру его отец.